# Derbi de Silesia

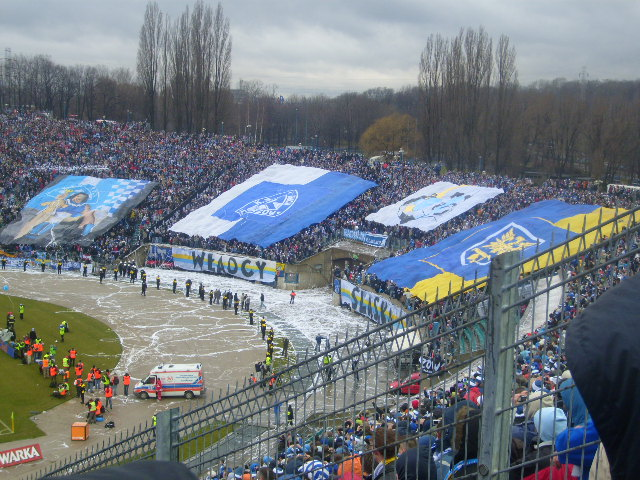
Aficionados del Ruch Chorzów en el Estadio de Silesia durante un derbi.

El derbi de Silesia es un término que hace referencia a los partidos de fútbol y las rivalidades que existen entre los clubes de fútbol de la región polaca de Silesia. Principalmente hace referencia al Ruch Chorzów, Górnik Zabrze, GKS Katowice y el Polonią Bytom, equipos todos ellos de la Alta Silesia, por lo que es más correcto hablar de Derbi de Alta Silesia (en polaco: Derby Górnego Śląska w piłce nożnej) para diferenciarlos de los equipos de Baja Silesia.
Sin embargo, la rivalidad más importante del fútbol silesio es la que enfrenta a Ruch Chorzów y Górnik Zabrze que son, además, dos de los clubes más exitosos del fútbol polaco. El enfrentamiento entre ellos se denomina Wielkie Derby Śląska (en castellano: «Gran derbi de Silesia») y son partidos de grandes asistencias de público, mosaicos y mucha tensión en las gradas.
No obstante, existen otros enfrentamientos considerados derbis. El Śląski Klasyk (el «Clásico de Silesia») enfrenta al Górnik Zabrze y al GKS Katowice y es una rivalidad entre dos equipos históricos del fútbol polaco. El Najstarsze Derby Ślaska (el «Antiguo derby de Silesia») es una rivalidad menor que las anteriores, disputada entre el Polonia Bytom y el Ruch Chorzów, debido a la trayectoria irregular de ambos en las últimas décadas, pero es el derbi más antiguo de la región, ya que el primer partido data del 11 de julio de 1948.
Al tratarse de una región como Alta Silesia que incluye más estados —partes de República Checa y Eslovaquia—, el derbi de Silesia también se amplía a los enfrentamientos entre estos equipos y el Baník Ostrava checo o el más modesto SFC Opava.

## Rivalidad Ruch—Górnik
El derbi que disputan el Ruch Chorzów y el Górnik Zabrze es uno de los más esperados de la temporada en el fútbol polaco junto al resto de clásicos de las demás regiones o de los clubes más importantes. El «Gran derbi de Silesia» es, además, el derbi de los dos equipos más exitosos de la Ekstraklasa, ya que entre los dos suman 28 títulos de liga —catorce campeonatos cada uno—.
Sin embargo, la rivalidad se mantiene dentro del carácter futbolístico y regional, ya que tanto Zabrze como Chorzów son ciudades que forman parte de la Unión Metropolitana de Alta Silesia y son ciudades basadas fuertemente en la minería. Son importantes centros económicos pero no son las ciudades más pobladas de Alta Silesia, ya que Zabrze con sus 189 062 habitantes y Chorzów con sus 113 678 están lejos de la capital regional, Katowice, con 312 201 habitantes.

### Partidos de liga
La siguiente es una tabla con los partidos disputados en liga entre ambos:
| Temporada | Zabrze        | Chorzów       |  |
|           | Górnik : Ruch | Ruch : Górnik |  |
| 1956      | 3:1           | 2:1 *         |  |
| 1957      | 2:1           | 0:3           |  |
| 1958      | 2:1           | 0:0           |  |
| 1959      | 2:2           | 2:2           |  |
| 1960      | 4:2           | 2:2           |  |
| 1961      | 0:0           | 0:2           |  |
| 1962      | 3:1           | 3:1 *         |  |
| 1962/1963 | 1:1           | 2:1           |  |
| 1963/1964 | 3:1           | 2:0           |  |
| 1964/1965 | 1:1           | 1:2           |  |
| 1965/1966 | 3:1           | 5:1           |  |
| 1966/1967 | 4:1           | 1:3           |  |
| 1967/1968 | 4:1           | 3:1 *         |  |
| 1968/1969 | 2:0           | 0:3           |  |
| 1969/1970 | 1:1           | 1:1           |  |
| 1970/1971 | 1:0           | 3:2           |  |
| 1971/1972 | 1:1           | 1:4           |  |
| 1972/1973 | 0:0           | 0:0           |  |
| 1973/1974 | 2:2           | 3:0           |  |
| 1974/1975 | 1:1           | 3:1           |  |
| 1975/1976 | 0:0           | 3:0           |  |
| 1976/1977 | 3:0           | 0:1           |  |
| 1977/1978 | 2:0           | 1:1           |  |
| 1979/1980 | 1:1           | 1:3           |  |
| 1980/1981 | 0:0           | 1:1           |  |
| 1981/1982 | 2:1           | 1:1           |  |
| 1982/1983 | 2:1           | 1:1           |  |
| 1983/1984 | 1:2           | 1:2           |  |
| 1984/1985 | 1:0           | 2:0           |  |
| 1985/1986 | 4:0           | 1:0           |  |
| 1986/1987 | 3:1           | 0:0           |  |
| 1988/1989 | 1:2           | 2:0           |  |
| 1989/1990 | 3:0           | 2:0           |  |
| 1990/1991 | 3:0           | 0:0           |  |
| 1991/1992 | 4:2           | 1:0           |  |
| 1992/1993 | 1:1           | 1:0           |  |
| 1993/1994 | 0:0           | 3:1           |  |
| 1994/1995 | 1:1           | 1:1           |  |
| 1996/1997 | 1:0           | 1:2           |  |
| 1997/1998 | 2:0           | 0:0           |  |
| 1998/1999 | 2:0           | 2:1           |  |
| 1999/2000 | 1:2           | 2:1           |  |
| 2000/2001 | 4:1           | 3:2           |  |
| 2001/2002 | NR            | NR            |  |
| 2002/2003 | 0:0           | 0:0           |  |
| 2007/2008 | 1:0           | 3:2 *         |  |
| 2008/2009 | 0:0           | 0:1 *         |  |
| 2010/2011 | 1:0           | 3:0           |  |
| 2011/2012 | 1:2           | 0:0           |  |
| 2012/2013 | 2:0           | 0:0           |  |
| 2013/2014 | 2:2           | -:-           |  |